# WTA Challenger de Gaiba
O WTA Challenger de Gaiba – ou Veneto Open, atualmente – é um torneio de tênis profissional feminino, de nível WTA 125.
Realizado em Gaiba, no norte da Itália, estreou em 2022. Os jogos são disputados em quadras de grama durante o mês de junho.

## Finais

### Simples
| Ano  | Campeã              | Vice-campeã   | Resultado     |
| ---- | ------------------- | ------------- | ------------- |
| 2024 | Alycia Parks        | Bernarda Pera | 6–3, 6–1      |
| 2023 | Ashlyn Krueger      | Tatjana Maria | 3–6, 6–4, 7–5 |
| 2022 | Alison Van Uytvanck | Sara Errani   | 6–4, 6–3      |

### Duplas
| Ano  | Campeãs                      | Vice-campeãs                           | Resultado        |
| ---- | ---------------------------- | -------------------------------------- | ---------------- |
| 2024 | Hailey Baptiste Alycia Parks | Miriam Kolodziejová Anna Sisková       | 7–64, 6–2        |
| 2023 | Han Na-lae Jang Su-jeong     | Weronika Falkowska Katarzyna Piter     | 6–3, 3–6, [10–6] |
| 2022 | Madison Brengle Claire Liu   | Vitalia Diatchenko Oksana Kalashnikova | 6–4, 6–3         |